# Alice av Armenien
Alice av Armenien, född 1182, död efter 1234, var regerande dam av Toron från 1226 till cirka 1234.
Hon var dotter till Isabella av Toron och Ruben av Armenien. Hon var arvtagare till Toron efter sin mor, och efterträdde henne som regerande dam av Toron.  Hon regerade tillsammans med sin make. 